# Cianorte (gemeente)
Cianorte is een gemeente in de Braziliaanse deelstaat Paraná. De gemeente telt 68.629 inwoners (schatting 2009).

## Geboren in Cianorte
- Marcos Danilo Padilha (1985-2016), voetballer